# Enrique Soladrero
Enrique Soladrero Arbide exfutbolista español (1913-1976) nacido en Arrigorriaga (Vizcaya) que jugó en varios equipos de la primera división española en las décadas de los 30 y 40 del siglo XX. Además, llegó a ser internacional con la selección española.

## Trayectoria

### Equipos
Soladrero tuvo sus inicios futbolísticos en un equipo de su pueblo natal, el Deportivo Arrigorriaga, para fichar en la temporada 1928-29 por el CD Padura que por aquel entonces militaba en la Categoría ordinaria vizcaína (inmediatamente por debajo de la preferente). A pesar de militar en un club modesto, sus actuaciones esa temporada no pasaron desapercibidas para los grandes de modo que con 17 años ficha por el Real Betis Balompié en la temporada 1930-31 que militaba en la segunda división de la Liga española. Permanece 4 temporadas en el equipo sevillano, logrando en la segunda de ellas, la 1931-32, el ascenso a la primera división. En la temporada 1934-35 ficha por el Real Oviedo quien le paga 45.000 pesetas por ficharlo y 1750 pesetas de sueldo. Con el Real Oviedo logra la internacionalidad con la Selección española de fútbol y su mejor puesto en la liga, dos terceras posiciones: en la temporada 1934-35 y en la 1935-36
Pero la Guerra Civil, con la consiguiente suspensión del campeonato, truncó de pleno el camino de un equipo llamado a alcanzar cotas importantes. En la temporada 1939/40 se recupera la celebración del campeonato liguero y al Real Oviedo se le concede una dispensa especial reservándole la plaza y no compitiendo ese año, ante la situación de la ciudad tras la contienda y el estado ruinoso que presentaba el campo. A cambio, el club tuvo que ceder a sus jugadores a otros equipos y así, junto con Antón, Soladrero ficha esa temporada por el Real Zaragoza aunque retorna al equipo carbayón en la temporada siguiente permaneciendo dos años más en la entidad azul. En la temporada 1942-43 regresa al Real Zaragoza donde sufre su único descenso de la máxima categoría en su carrera como futbolista para ya nunca más volver a jugar en la primera división (tuvo otro descenso en el Zaragoza cuando el equipo maño descendió a tercera). Se despidió del fútbol como jugador en un partido homenaje entre el Real Zaragoza y el Arenas de Getxo el 29 de junio de 1946 que concluyó con un 3-3.
En los 8 años que militó en clubes de la Primera división jugó 137 partidos: 39 con el Real Betis, 70 con el Real Oviedo y 35 con el Real Zaragoza marcando un total de 10 goles (1 con el Real Betis y 9 con el Real Oviedo)

### Selección nacional
Jugó un único partido con la roja el 5 de mayo de 1935 en un partido amistoso contra Portugal en el estadio Lumiar de Lisboa. Debutó en el equipo titular aunque sólo jugó la primera parte siendo sustituido en el descanso por Pedrol. Aunque el resultado final fue de 3-3 siendo los goleadores españoles Lángara (2 goles) y Gorostiza, el primer tiempo acabó con un 0-2 que se incrementaría en la segunda parte hasta un 0-3

### Entrenador
Como entrenador tuvo una efímera trayectoria entrenando una brevísima temporada al Real Zaragoza en la temporada 1947-48 en su paso por la tercera división, sustituyendo a Antonio Sorribas el 25 de enero de 1948 y siendo sustituido por Antonio Macheda el 1 de abril de ese mismo año. En esos meses dirigió en 9 partidos al equipo maño que militaba en tercera división esa temporada. Sus números como entrenador le dejan 5 victorias, un empate y tres derrotas

## Clubes
| Club           | Temporadas | Partidos | Goles |
| -------------- | ---------- | -------- | ----- |
| C.D.Padura     | 1928-30    | -        |       |
| Betis          | 1930-34    | 32       | 1     |
| Oviedo CF      | 1934-36    | 40       | 3     |
| Real Zaragoza  | 1939-40    | 20       | 0     |
| Real Oviedo CF | 1940-42    | 30       | 6     |
| Real Zaragoza  | 1942-46    | 15       | 0     |